# Sacramentorum sanctitatis tutela
Sacramentorum sanctitatis tutela (Latijn voor De bescherming van de heiligheid van de sacramenten) is een apostolische brief in de vorm van een  motu proprio van paus Johannes Paulus II van 30 april 2001 over vergrijpen tegen de sacramenten van biecht en eucharistie en over seksuele vergrijpen van clerici tegen minderjarigen. De brief heeft tot doel om de sacramenten van de biecht en de eucharistie door middel van nieuwe kerkrechtelijke bepalingen beschermen. De brief stelt nieuwe rechtsnormen en de beoordeling van de in de brief bedoelde vergrijpen wordt door de paus overgelaten aan de Congregatie voor de Geloofsleer.

## Vergrijpen tegen de heiligheid van de eucharistie
Onder deze vergrijpen verstaat de paus:
- het weggooien of voor een heiligschennend doel aanwenden van geconsecreerde hosties of miswijn
- het consacreren door iemand die geen priester is;
- het concelebreren van de eucharistie met predikanten van de Protestantse Kerk
- het consacreren met een heiligschennend doel.

## Vergrijpen tegen de heiligheid van de biecht
Onder deze vergrijpen verstaat de paus:
- het geven van absolutie aan een biechteling, wanneer die absolutie betrekking heeft op seksuele handelingen die hebben plaatsgevonden tussen de biechteling en de biechtvader
- het aanzetten tot seksuele handelingen in een situatie van biecht
- schending van het biechtgeheim
- het opnemen met geluidsapparatuur van een biechtgesprek.

## Seksuele handelingen met minderjarigen
In de brief stelt de paus dat alle vormen van seksueel misbruik van minderjarigen door clerici, voortaan rechtstreeks onder de jurisdictie van de Congregatie voor de Geloofsleer vallen.
Voor alle vergrijpen geldt een verjaringstermijn van tien jaar, zij het dat die bij seksueel misbruik van minderjarigen pas ingaat op het moment van de achttiende verjaardag van het slachtoffer. De Congregatie voor de Geloofsleer is weliswaar eindverantwoordelijk voor de rechtsgang, niettemin houden de diocesane rechtbanken de plicht om de rechtszaken te voeren. Hoewel alle vergrijpen via een rechtszaak moeten worden afgehandeld, kan de paus - met name in misbruikzaken - hangende het proces al besluiten om een priester uit zijn geestelijk ambt te zetten. Dit om te voorkomen dat de priester, in afwachting van zijn proces, doorgaat met het misbruik.